# 38식 보병총
38식 보병총(일본어: 三八式歩兵銃 산하치시키 보헤이쥬[*], Type-38 Arisaka Rifle)은 일본제국 육군에서 사용한 볼트액션 소총이다. 메이지 38년(1905년)에 채용된 소총이라 하여 기종명이 38식으로 부여되어, 도쿄 포병공창에서 1905년부터 1943년까지 생산하였다.

## 개요
전쟁기념관에 전시된 38식 보병총(사진 맨 아래)
아리사카 나리아키라가 설계한 전기종인 30년식 보병총은 청일 전쟁중 만주와 같은 혹한의 기후에서 많은 문제점을 나타냈다. 미세한 먼지입자로 총의 내부에 설계상의 복잡한 구조와 분해하고 다시 조립하여 사격하였더니 공이가 접히었고, 남부 기지로에 의해 노리쇠를 단순화하고 먼지마개를 연동시키는 등의 개량을 거쳐 채용되었다.

## 변형
38식 기병총
기병대에서 쓰기 위해 300 mm가량 길이를 줄여서 변형하였다. 44식 기병총으로 대체된 후에는 주로 후방 부대 보병들이 사용하였다.
38식 저격총
전선에 배치된 38식 보병총 중에서 명중률이 높은 것을 골라 97식 저격총과 거의 동일한 개조를 거쳤다.
38식 개조 자동 소총
1931년 가야바 제작소 (현 KYB)가 반자동화 38식 기병총의 개발에 착수. 특허 출원.
97식 저격총
1937년에 전선에 배치되었다. 소총을 생산할 때부터 명중률이 높은 것을 골라 저격총으로 개조를 거친 것으로, 노리쇠를 아래쪽으로 기울이고 멜빵과 2.5배율 망원 조준기와 단발대를 달았는데, 외발대는 후기형에서 제거되었다. 과달카날 전역에서 일본제국 육군이 퇴각하던 당시에 미국 해병대의 추격을 막는 임무를 맡은 저격수들이 주로 사용하였다.

## 같이 보기
- 30년식 보병총
- 44식 기병총
- 99식 소총